# Municipio Quirusillas
Das Municipio Quirusillas ist ein Verwaltungsbezirk im Departamento Santa Cruz im südamerikanischen Andenstaat Bolivien.

## Lage im Nahraum
Das Municipio Quirusillas ist eines von vier Municipios der Provinz Florida und umfasst die südwestlichen Bereiche der Provinz. Es grenzt im Osten und Norden an das Municipio Samaipata, im Nordwesten an das Municipio Pampa Grande und im Südwesten und Süden an die Provinz Vallegrande.
Das Municipio erstreckt sich zwischen etwa 18° 16' und 18° 26' südlicher Breite und 63° 49' und 64° 03' westlicher Länge, seine Ausdehnung von Westen nach Osten beträgt bis zu 25 Kilometer und von Norden nach Süden bis zu 20 Kilometer.
Das Municipio umfasst 12 Gemeinden (localidades), der zentrale Ort des Municipios ist die Ortschaft Quirusillas mit 1539 Einwohnern (Volkszählung 2012) in der nördlichen Hälfte des Municipios.

## Geographie
Das Municipio Quirusillas liegt im Übergangsbereich zwischen der Anden-Gebirgskette der Cordillera Oriental im Nordwesten und dem bolivianischen Tiefland im Osten. Das Klima in den geschützten Tallagen ist ganzjährig mild und ausgeglichen, nicht so heiß und schwül wie im nahegelegenen Tiefland.
Die mittlere Durchschnittstemperatur der Region liegt bei 18 °C (siehe Klimadiagramm Samaipata) und schwankt nur unwesentlich zwischen 15 °C im Juni/Juli und knapp 20 °C im Dezember und Januar. Der Jahresniederschlag beträgt etwa 750 mm, bei einer nur schwach ausgeprägten Trockenzeit von Mai bis September mit Monatsniederschlägen unter 35 mm und einer Feuchtezeit von Dezember bis Februar mit 110 bis 120 mm Monatsniederschlag.

## Bevölkerung
Die Einwohnerzahl des Municipios ist zwischen 1992 und 2024 auf das Doppelte angewachsen:
| Jahr | Einwohner | Quelle       |
| ---- | --------- | ------------ |
| 1992 | 1507      | Volkszählung |
| 2001 | 2028      | Volkszählung |
| 2012 | 2995      | Volkszählung |
| 2024 | 3095      | Volkszählung |

Die Bevölkerungsdichte des Municipios bei der letzten Volkszählung von 2024 betrug 10,0 Einwohner/km², der Alphabetisierungsgrad bei den über 15-Jährigen war von 74,4 Prozent (1992) auf 82,6 Prozent angestiegen. Die Lebenserwartung der Neugeborenen betrug 67,4 Jahre, die Säuglingssterblichkeit hatte sich von 10,3 Prozent (1992) auf 4,9 Prozent im Jahr 2001 mehr als halbiert.
99,0 Prozent der Bevölkerung sprechen Spanisch, 7,1 Prozent sprechen Quechua, und 0,3 Prozent Guaraní. (2001)
66,4 Prozent der Bevölkerung haben keinen Zugang zu Elektrizität, 62,4 Prozent leben ohne sanitäre Einrichtung (2001).
72,1 Prozent der 444 Haushalte besitzen ein Radio, 17,1 Prozent einen Fernseher, 30,9 Prozent ein Fahrrad, 3,2 Prozent ein Motorrad, 4,1 Prozent ein Auto, 6,3 Prozent einen Kühlschrank, und 0,5 Prozent ein Telefon. (2001)

## Politik
Ergebnis der Regionalwahlen (concejales del municipio) vom 4. April 2010:
| Wahl- berechtigte |  | Wahl- beteiligung | gültige Stimmen |  | VERDES | MAS-IPSP |
| ----------------- |  | ----------------- | --------------- |  | ------ | -------- |
| 993               |  | 940               | 824             |  | 512    | 312      |
|                   |  | 94,7 %            | 87,7 %          |  | 62,1 % | 37,9 %   |

Ergebnis der Regionalwahlen (elecciones de autoridades políticas) vom 7. März 2021:
| Wahl- berechtigte |  | Wahl- beteiligung | gültige Stimmen |  | CREEMOS | MAS-IPSP | UNIDOS | ASIP   | SOL    | MNR    |
| ----------------- |  | ----------------- | --------------- |  | ------- | -------- | ------ | ------ | ------ | ------ |
| 1.273             |  | 1.166             | 1.045           |  | 589     | 430      | 16     | 5      | 3      | 2      |
|                   |  | 91,59 %           | 89,62 %         |  | 56,36 % | 41,15 %  | 1,53 % | 0,48 % | 0,29 % | 0,19 % |

## Gliederung
Das Municipio Quirusillas besteht nur aus dem Kanton (cantón) Quirusillas und untergliedert sich in folgende Unterkantone (vicecantones):
- Vicecantón Comunidad El Rodeo – 1 Gemeinde – 79 Einwohner (2001)
- Vicecantón Comunidad Río Abajo – 2 Gemeinden – 59 Einwohner
- Vicecantón Comunidad Rosete – 1 Gemeinde – 169 Einwohner
- Vicecantón Comunidad San Juan de Florida – 1 Gemeinde – 51 Einwohner
- Vicecantón Filadelfia – 2 Gemeinden – 457 Einwohner
- Vicecantón Hierba Buena Civil – 1 Gemeinde – 201 Einwohner
- Vicecantón Quirusillas – 2 Gemeinden – 686 Einwohner
- Vicecantón San Luis – 2 Gemeinden – 126 Einwohner

## Ortschaften im Municipio Quirusillas
- Quirusillas 1539 Einw.